# Hamburger Unterelbe
Hamburger Unterelbe este o arie protejată (sit de importanță comunitară — SCI) din Germania întinsă pe o suprafață de 739 ha, integral pe uscat.

## Localizare
Centrul sitului Hamburger Unterelbe este situat la coordonatele 53°27′12″N 10°05′58″E / 53.4533°N 10.0994°E.

## Înființare
Situl Hamburger Unterelbe a fost declarat sit de importanță comunitară în august 2004 pentru a proteja 1 specie de plante și 12 specii de animale.

## Biodiversitate
Situată în ecoregiunea atlantică, aria protejată conține 3 habitate naturale: Râuri cu maluri nămoloase cu vegetație de Chenopodion rubri p.p. și Bidention p.p., Liziere de ierburi înalte hidrofile de câmpie și de nivel montan până la alpin, Păduri aluvionare cu Alnus glutinosa și Fraxinus excelsior (Alno-Padion, Alnion incanae, Salicion albae).
La baza desemnării sitului se află mai multe specii protejate:
- plante (1): Oenanthe conioides
- mamifere (1): castor (Castor fiber)
- nevertebrate (1): Cucujus cinnaberinus
- pești (10): Alosa fallax, avat (Aspius aspius), Cobitis taenia Complex, Coregonus oxyrhynchus, Lampetra fluviatilis, țipar (Misgurnus fossilis), Petromyzon marinus, boarță (Rhodeus amarus), Romanogobio belingi, somonul (Salmo salar)